# Cloeophoromyia fumipennis
Cloeophoromyia fumipennis är en tvåvingeart som beskrevs av Loïc Matile 1970. Cloeophoromyia fumipennis ingår i släktet Cloeophoromyia och familjen platthornsmyggor. Inga underarter finns listade i Catalogue of Life.